# Clarin (Misamis Ocidental)
Clarin é um município de  quarta classe de renda municipal (d) na província Misamis Ocidental, nas Filipinas. De acordo com o censo de 1 de maio  de  2020 possui uma população de 39 356 pessoas e 9 413 domicílios.